# Рабаев, Соломон Пинхасович
Соломон Пинхасович Рабаев, другой вариант имени — Шелму (1916 год, село Мамрач — 1963 год, Дербент, Дагестанская АССР) — советский виноградарь, звеньевой колхоза имени Молотова, Дербент, Дагестанская АССР. Герой Социалистического Труда (1949).
Родился в 1916 году в крестьянской семье в селе Мамрач (сегодня — село Советское Магарамкентского района). Позднее вместе с родителями переехал в Дербент. Участвовал в Великой Отечественной войне. После демобилизации возвратился в Дагестан, где стал трудиться в колхозе имени Молотова. Занимался выращиванием винограда. Был назначен звеньевым.
В 1948 году звено Соломона Рабаева собрало в среднем по 195,1 центнера винограда с каждого гектара на участке площадью 3,7 гектара виноградника. За получение высоких урожаев винограда в 1948 году указом Президиума Верховного Совета СССР от 27 июля 1949 удостоен звания Героя Социалистического Труда с вручением ордена Ленина и золотой медали «Серп и Молот».
В этом же колхозе трудился Авшолум Рабаев, удостоенный звания Героя Социалистического Труда этим же указом.
Избирался несколько раз депутатом местного совета. Участвовал в работе Всесоюзной выставке ВДНХ, где получил серебряную медаль.
После выхода на пенсию проживал в Дербенте, где скончался в 1963 году.